# Hindustan Unilever
Förkortningen ”HUL” leder hit. Se även Hul (Bibeln).
Hindustan Unilever Limited (förkortat till HUL), tidigare Hindustan Lever Limited, är Indiens största företag för konsumtionsvaror. Företaget bildades 1933 som Lever Brothers India Limited. Företagets nuvarande sätesort är Bombay och dess 41 000 anställda styrs av HUL:s styrelseordförande Harish Manwani. HUL är marknadsledande i Indien inom produktområdena te, tvål och tvättmedel. Anglonederländska företagsjätten Unilever äger en majoritet av företagets aktier och är således dess moderbolag.
Företaget bytte i juni 2007 namn till "Hindustan Unilever Limited" för att på så vis uppnå balans mellan att hålla kvar företagets rötter samtidigt som det får ta del av fördelarna av att kopplas ihop med företagsnamnet "Unilever". Namnändring kommer att tas upp för godkännande av aktieägarna på HUL:s nästa "Annual General Meeting".

## Kritik

### Kvicksilverutsläpp
Greenpeace har kritiserat HUL:s moderbolag Unilever för att tillåta de kvicksilverutsläpp som HUL bedrev i Indien. Fabriken som öppnade 1977 tillverkade kvicksilvertermometrar som såldes i Nordamerika och Europa. Spillet av det giftiga kvicksilvret som var kvar dumpades till viss del vid turistorten Kodaikanal i södra Indien.

### Barnarbete och rasism
India Resource Center har riktat stark kritik mot det barnarbete som HUL i stora skala har bedrivit i Indien. I en rapport 2003 uppskattade India Resource Center att drygt 25 000 barnarbetare arbetade för företaget mellan tio och tretton timmar om dygnet för strax under 4 kronor/dag. 
En kampanj för Hindustan Unilevers hudkräm Fair and Lovely ställdes in efter rasande protester från All-India Democratic Women's Association (AIDWA), en kvinnorättsorganisation tillhörande CPI(M). Kampanjen innehöll en reklamfilm där kvinnor med mörk hy som hade blivit ratade av män och arbetsgivare fick ljusare hud och nya pojkvänner efter att ha använt hudkrämen från Hindustan Unilever.